# Laurel Run
Laurel Run és una població dels Estats Units a l'estat de Pennsilvània. Segons el cens del 2000 tenia 723 habitants.

## Demografia
Segons el cens del 2000, Laurel Run tenia 723 habitants, 277 habitatges, i 188 famílies. La densitat de població era de 54,4 habitants/km².
Dels 277 habitatges en un 31,4% hi vivien nens de menys de 18 anys, en un 54,2% hi vivien parelles casades, en un 7,9% dones solteres, i en un 31,8% no eren unitats familiars. En el 27,4% dels habitatges hi vivien persones soles el 9% de les quals corresponia a persones de 65 anys o més que vivien soles. El nombre mitjà de persones vivint en cada habitatge era de 2,43 i el nombre mitjà de persones que vivien en cada família era de 3,01.
Per edats la població es repartia de la següent manera: un 19,4% tenia menys de 18 anys, un 8,3% entre 18 i 24, un 30,7% entre 25 i 44, un 29,9% de 45 a 60 i un 11,8% 65 anys o més.
L'edat mediana era de 40 anys. Per cada 100 dones de 18 o més anys hi havia 113,6 homes.
La renda mediana per habitatge era de 35.781 $ i la renda mediana per família de 40.455 $. Els homes tenien una renda mediana de 28.611 $ mentre que les dones 24.500 $. La renda per capita de la població era de 17.066 $. Entorn del 8,8% de les famílies i el 8,5% de la població estaven per davall del llindar de pobresa.

## Poblacions més properes
El següent diagrama mostra les poblacions més properes.